# نادي غوا
نادي غوا لكرة القدم (بالإنجليزية: Football Club Goa) هو نادِ كرة قدم الهندي
تأسس عام 2014 يلعب في الدوري الهندي الممتاز
.